# Thüringer Staatskanzlei

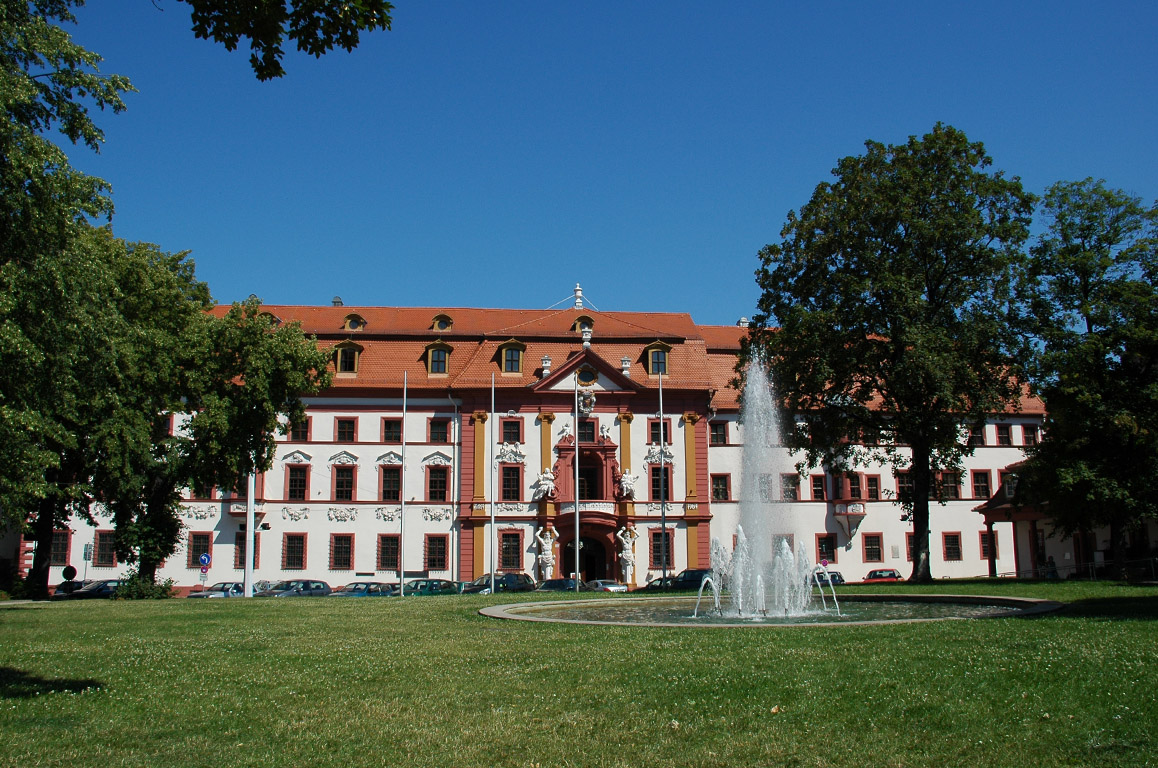
Kurmainzische Statthalterei

Die Thüringer Staatskanzlei ist die Regierungszentrale des Freistaats Thüringen. Sie hat ihren Sitz in der Regierungsstraße 73 im Gebäude der Kurmainzischen Statthalterei am Hirschgarten in der Altstadt der Landeshauptstadt Erfurt. Der Chef der Staatskanzlei ist seit Dezember 2024 gleichzeitig Thüringer Minister für Bundes- und Europaangelegenheiten, Sport und Ehrenamt.  Seit dem Amtsantritt des Kabinetts Voigt hat dieses Amt Stefan Gruhner (CDU) inne.

## Geschichte

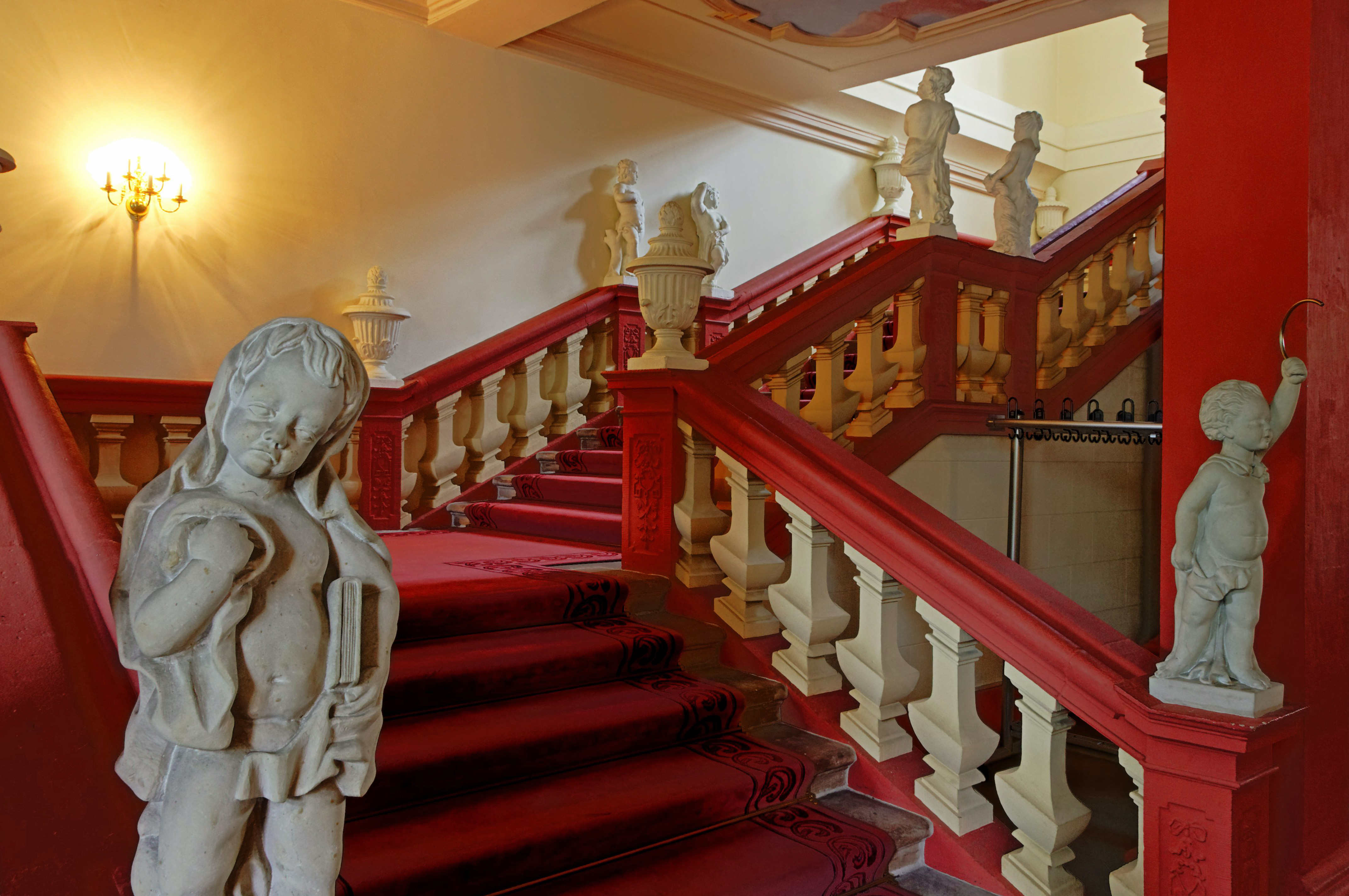

Die Staatskanzlei wurde mit der Wiedergründung Thüringens 1990 eingerichtet, seit 1994 hat sie ihren Sitz in der Kurmainzischen Statthalterei. Von 1992 bis 1999 gab es in der Staatskanzlei neben einem Staatssekretär als Behördenleiter noch einen Minister. Dies waren Franz Schuster und Andreas Trautvetter im Kabinett Vogel I und später Christine Lieberknecht im Kabinett Vogel II.
1994 nahm die Staatskanzlei den Bereich der „Bundesangelegenheiten“ vom aufgelösten Ministerium für Bundes- und Europaangelegenheiten auf, welches erst 1992 als Ausgründung aus dem Justizministerium (Bund) und der Staatskanzlei (Europa) geschaffen worden war. Für die Bundesangelegenheiten wurde der Minister für Bundesangelegenheiten in der Staatskanzlei zuständig. Der Bereich der „Europaangelegenheiten“ wurde zunächst dem Justizministerium angegliedert, 1999 dann jedoch auch der Staatskanzlei zugeteilt. Seitdem wurde die Funktion des Ministers für Bundes- und Europaangelegenheiten vom Chef der Staatskanzlei in Personalunion ausgeübt.
Seit 2024 ist der Chef der Staatskanzlei gleichzeitig „Minister für Bundes- und Europaangelegenheiten, Sport und Ehrenamt“.

## Aufgaben

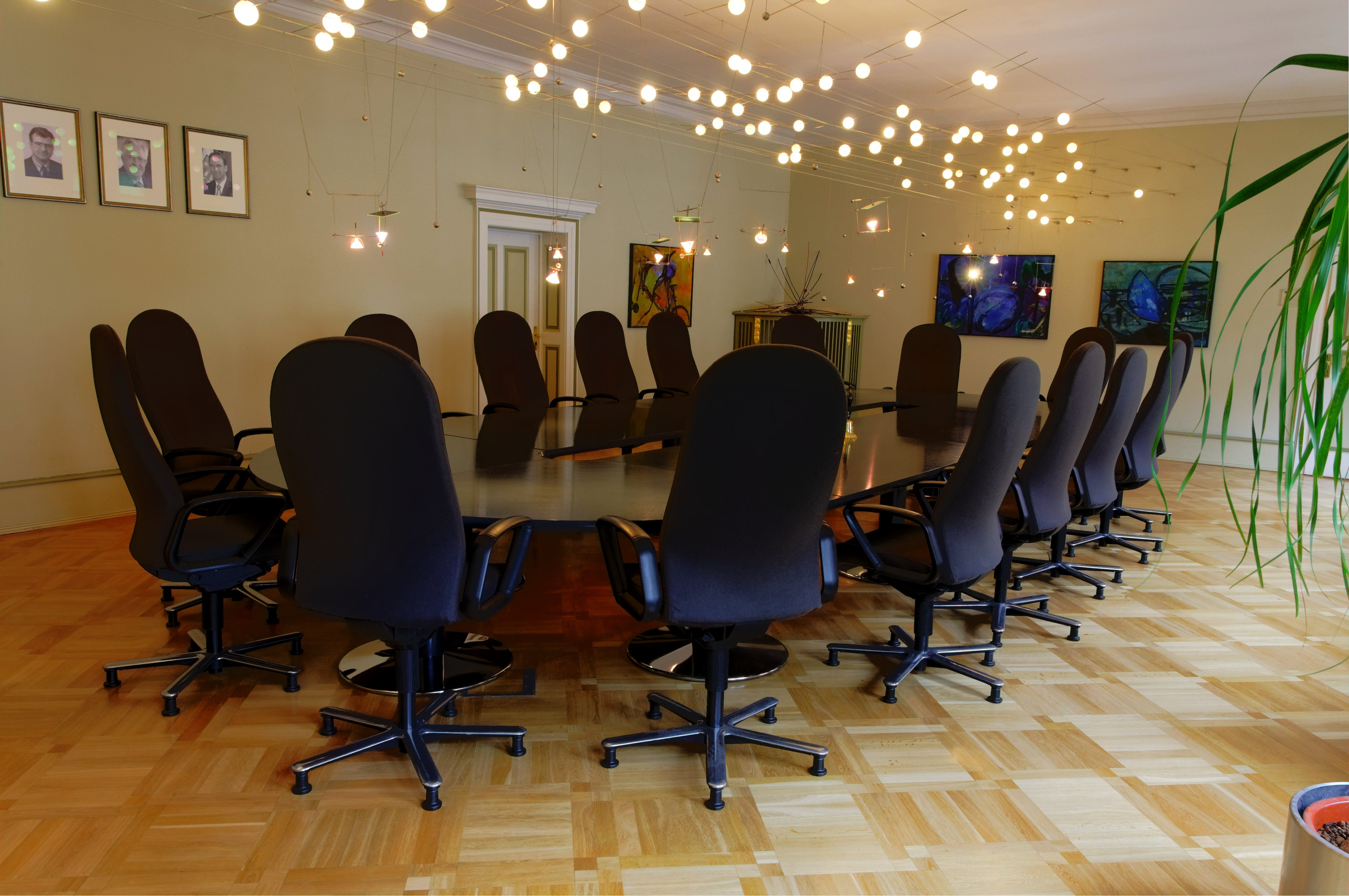
Kabinettssaal

Die Staatskanzlei ist der Amtssitz des Thüringer Ministerpräsidenten. Der Ministerpräsident bestimmt laut Verfassung des Freistaats Thüringen die Richtlinien der Regierungspolitik, führt den Vorsitz in der Landesregierung, leitet deren Geschäfte und vertritt das Land nach außen. Dazu bedient er sich der Staatskanzlei als Regierungsbehörde.
Die Staatskanzlei bereitet Kabinettssitzungen vor, koordiniert die Arbeit der Ministerien, plant die Landespolitik und organisiert die Zusammenarbeit mit dem Thüringer Landtag. Durch die Staatskanzlei werden die Interessen des Freistaats im Bundesrat, in den Ministerpräsidentenkonferenzen, gegenüber dem Bund und auf europäischer Ebene vertreten. Für die Vertretung gegenüber dem Bund ist Stephan König als Staatssekretär für Medien und Europa und Bevollmächtigter des Freistaats Thüringen beim Bund zuständig. Staatssekretär für Sport und Ehrenamt ist David Möller.
Die Staatskanzlei gliedert sich in die folgenden Abteilungen:
- Abt. 1: Zentrale Dienste / Moderne Verwaltung
- Abt. 2: Koordination und Planung; Religions- und Weltanschauungsangelegenheiten
- Abt. 3: Bundes-, Europa- und internationale Angelegenheiten; Medien
- Abt. BLN: Vertretung beim Bund
- Abt. PÖ: Presse und Öffentlichkeit

## Varia
- Die Thüringer Staatskanzlei ist beteiligt am Gerhard-Altenbourg-Preis, dem „wichtigsten Thüringer Kunstpreis“.[6]

## Gebäude
Der historische Gebäudekomplex der Kurmainzischen Statthalterei wurde bereits kurz vor seiner Fertigstellung um 1719 vom Geographen und Universalgelehrten Johann Gottfried Gregorii alias „Melissantes“ in seinen Geographiebüchern als bedeutende Sehenswürdigkeit und Höhepunkt barocker Baukunst im deutschsprachigen Raum bekannt gemacht.